# Château des Granges
Het Château des Granges is een kasteel in de Franse gemeente Escurolles. Het kasteel is een beschermd historisch monument sinds 1983.

## Geschiedenis
Het kasteel is rond 1468 gebouwd door Durant Fradet, schildknaap van Lodewijk XI.